# Sidonie Vaillant
Sidonie Vaillant, née le 9 août 1883 à Clichy et morte le 2 octobre 1966 à Nantes, est une militante anarchiste française. Elle est surtout connue pour être la fille d'Auguste Vaillant (1861-1894), un militant anarchiste responsable de l'attentat de l'Assemblée nationale. Celui-ci n'ayant tué personne, la famille étant très pauvre et Sidonie très jeune au moment des faits, son sort mobilise une partie de la société française, qui demande que Sadi Carnot gracie Vaillant. Elle s'engage dans la rédaction de textes pour demander la grâce de son père, dont une lettre à Cécile Carnot, sans succès.
Malgré les propositions d'Anne de Rochechouart de Mortemart, Paule Minck ou Marie-Rose Astié de Valsayre de prendre soin et de s'occuper de la jeune Vaillant, Auguste choisit plutôt de la confier à Sébastien Faure. Il est exécuté peu après. Le compagnon italien Sante Caserio assassine Sadi Carnot à Lyon en guise de vengeance à son refus de répondre à Sidonie Vaillant.
Elle poursuit ensuite son militantisme et meurt en 1966 à Nantes.

## Biographie

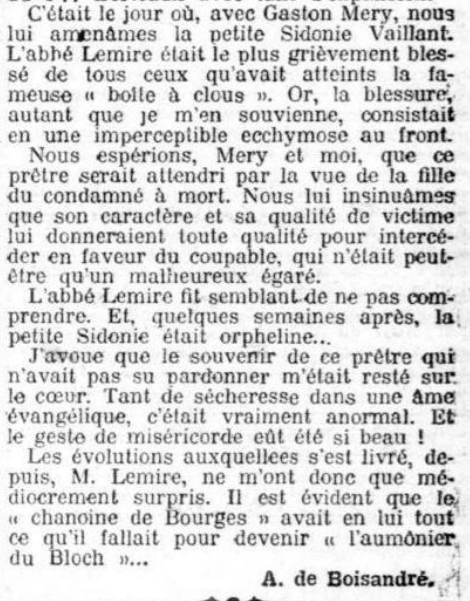
Récit d'André de Boisandré au sujet de la rencontre entre Sidonie Vaillant et l'abbé Lemire. Elle est aussi accompagnée par le journaliste antisémite Gaston Méry pour demander le pardon. La Libre Parole. (24 décembre 1907).

Sidonie Vaillant naît le 9 août 1883 à Clichy. Sa mère se nomme Virginie Viol et son père Auguste Vaillant, est un militant socialiste puis anarchiste. La famille est très pauvre, et son père doit subvenir aux besoins de celle-ci avec son salaire. Pendant l'Ère des attentats (1892-1894), il obtient un emploi comme ouvrier maroquinier qui le paie vingt francs par semaine. En réponse à cette situation, possiblement aidé par d'autres anarchistes, il commet l'attentat de l'Assemblée nationale le 9 décembre 1893,.
Après l'arrestation de son père, l'État français s'engage dans le vote des lois scélérates et la répression de janvier et février 1894,. Son père est mis en procès et condamné à mort. Elle apprend sa nouvelle à son réveil, car elle dort lorsqu'il est condamné. Le fait que son père n'ait tué personne, qu'il ait visé des députés sommes toutes impopulaires, et qu'il ait blessé légèrement ses victimes provoque un sentiment de soutien au sein de la population des faubourgs de Paris. 
Le 17 janvier, la police perquisitionne et arrête le restaurateur anarchiste et communard Constant Martin, qui l'héberge depuis quelques jours - profitant du fait qu'elle soit partie faire les courses avec sa mère adoptive. 
Le sort de Sidonie Vaillant, qui est jeune et pauvre, touche un certain nombres de personnes, qui s'émeuvent de son sort,. Elle écrit une lettre à l'épouse du président de la République, Cécile Carnot,, où elle écrit, entre autres :

« On m’a dit Madame que vous avez une grande puissance, je viens donc vous demandé en grâce de faire votre possible pour obtenir de mon malheureux père et signé ou faire signé son pourvoi en grâce. [...] Madame, je suis bien innocente des choses qui se sont passé, mais mon pauvre père est un martyr, qui m’a fait beaucoup de peine de le voir à travers ses grillles et que je n’ai pu l’embrasser. Agréé Madame mes sincères remerciements à l’avance de ma simpathie. »

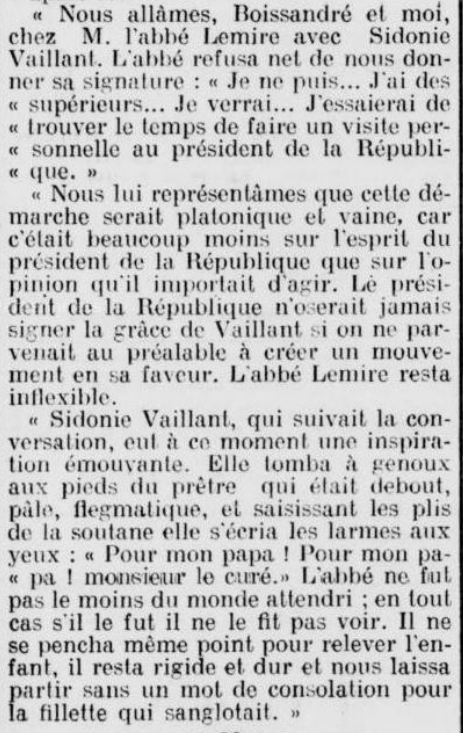
Récit du journaliste antisémite Gaston Méry au sujet de la même discussion. Il aborde la rencontre sous d'autres perspectives. Courrier de Saône-et-Loire. (21 novembre 1908).

La demande ne porte pas ses fruits, ce qui pousse des députés socialistes, rejoints par Georges Clemenceau, à répéter la même demande, sans succès. Un certain nombre de personnes, comme l'ancienne communarde Paule Minck et la militante féministe Astié de Valsayre proposent de s'occuper d'elle, c'est aussi le cas de la royaliste duchesse d'Uzès, Anne de Rochechouart de Mortemart, qui suggère qu'elle peut s'occuper de Sidonie Vaillant, ce qu'il refuse, la confiant plutôt à Sébastien Faure, impliqué dès quelques années plus tard dans des agressions et comportements pédophiles à l'égard de jeunes filles,,,. La duchesse d'Uzès le juge responsable de ce choix et lui voue une profonde inimitié par la suite. Minck l'accompagne avec sa mère adoptive, Madame Marchal, pour qu'elle puisse visiter son père. Cette demande est accordée à la mère adoptive et Vaillant.
En 1896, elle est surveillée par la police, qui constate qu'elle distribue gratuitement des journaux anarchistes comme Les Temps nouveaux avec d'autres enfants d'anarchistes. Le 16 avril 1897, elle participe au banquet annuel de la Ligue de propagande et d’athéisme, où elle partage un cochon avec une trentaine de convives. 
Faure la confie au couple Blay lorsqu'il quitte Paris pour Marseille, en 1898, mais elle étudie ensuite à La Ruche. Vaillant assiste aux funérailles de Louise Michel, le 22 janvier 1905. 
Elle se marie avec Joseph Saint-Ange de Fornier le 10 novembre 1913 à Paris. Elle meurt le 2 octobre 1966 à Nantes. 

## Postérité et influence
Le refus de Sadi Carnot de répondre à sa lettre est l'un des motifs qui poussent Sante Caserio à l'assassiner, ce qu'il fait en le poignardant à mort. Tardif décrit cette influence de la sorte :

« En réaction à l’indifférence du chef d'État vis-à-vis de la requête de Sidonie Vaillant, l’anarchiste entend faire acte de réparation politique en le poignardant publiquement lors d’une visite officielle à Lyon le 25 juin 1894. »